# جفری پوکو
جفری پوکو (انگلیسی: Godfrey Poku؛ زادهٔ ۲۲ ژوئیهٔ ۱۹۹۰) بازیکن فوتبال اهل بریتانیا است.
از باشگاه‌هایی که در آن بازی کرده‌است می‌توان به باشگاه فوتبال ساوتپورت، باشگاه فوتبال ووکینگ، باشگاه فوتبال تلفورد یونایتد، باشگاه فوتبال سنت آلبنز سیتی، باشگاه فوتبال هاوانت و واترلوویل، باشگاه فوتبال لوتون تاون، باشگاه فوتبال آلفرتون تاون، و باشگاه فوتبال منزفیلد تاون اشاره کرد.